# يحيى عبد العظيم
يحيى عبد العظيم حسانين مخيمر أستاذ الخرسانة المسلحة بكلية الهندسة جامعة أسيوط، عميد كلية الهندسة جامعة سوهاج في الفترة من أغسطس 2010 حتى سبتمبر 2012، عيّنه رئيس الجمهورية الدكتور محمد مرسي محافظًا لسوهاج يوم 4 سبتمبر 2012 خلفًا للواء وضاح الحمزاوي، قدم استقالته اثر الانقلاب العسكري في يوليو 2013 لرئيس الوزراء د هشام قنديل، وتم قبولها اثر تعين محافظين جدد في 13 أغسطس 2013.
ولد بمحافظة المنيا مركز أبو قرقاص قرية بني حسن الشروق في 9 نوفمبر 1959، أحد مؤسسي مركز الاستشارات والتصميمات الهندسية بأسيوط عام 1997 وهو مكتب هندسي للتصميم والإشراف علي الإنشاءات معتمد للمراجعة من وزارة الإسكان والمجمعة المصرية للتأمين، شارك المركز في تصميم والإشراف علي تنفيذ العديد من المشاريع في محافظات الصعيد والبحر الأحمر.
أشرف علي إعداد اللائحة الطلابية لقسم الهندسة المدنية بكلية الهندسة بجامعة الطائف بالمملكة العربية السعودية، وشغل منصب وكيل كلية الهندسة جامعة سوهاج لشئون الدرسات العليا في الفترة من أغسطس 2009 الي أغسطس 2010. اشرف وشارك في تحكيم العديد من رسائل الماجيستير والدكتوراه في في الجامعات المصرية والعربية، وعضو اللجان العلمية لترقية أعضاء هيئة التدريس بالجامعات المصرية التابعة لوزارة التعليم العالي.
حصل على عدد من الدرجات العلمية:
- أستاذ بقسم الهندسة المدنية، بكلية الهندسة جامعة أسيوط، 2006.[1]
- أستاذ مساعد بقسم الهندسة المدنية، كلية الهندسة جامعة أسيوط 2000.
- جائزة التميز لأحسن البحوث العلمية بجامعة أسيوط في العلوم الهندسية عام 2000.
- مدرسًا بقسم الهندسة المدنية، كلية الهندسة جامعة أسيوط 1994.
- مدرسًا مساعدًا بقسم الهندسة المدنية، كلية الهندسة جامعة أسيوط 1988.[2]